# António Botelho
António José da Silva Botelho (nascut el 8 de maig de 1947 a Lisboa) és un futbolista portuguès retirat que jugava de porter.